# Тиётайрю Хидэмаса
Тиётайрю Хидэмаса (яп. 千代大龍 秀政, настоящее имя Хидэмаса Мэйгэцуин, род. 14 ноября 1988, Токио) — бывший японский профессиональный борец сумо. Высший ранг за карьеру — комусуби, он достигал его дважды, но оба раза не удерживал.

## Краткое описание карьеры
Тиётайрю — выходец из студенческого сумо. Обучался в Японском институте физической культуры; осенью 2010 года победил в чемпионате страны среди студентов и получил неофициальный титул «студенческий ёкодзуна». В том же 2010 году в составе сборной Японии получил золотую медаль в командных соревнованиях на чемпионате мира среди любителей, а также бронзовую — в тяжёлой весовой категории. За эти успехи Хидэмаса Мэйгэцуин получил разрешение начать выступления в профессиональном сумо с позиции макусита-цукэдаси, приравненной к 15-й позиции в третьем дивизионе макусита. Кумиром Мэйгэцуина всегда был Тиётайкай, что предопределило выбор им школы сумо (хэя): «студенческий ёкодзуна» поступил в Коконоэ-бэя, возглавлявшуюся знаменитым ёкодзуной Тиёнофудзи; Тиётайкай работал в этой хэя в качестве младшего ояката (тренера; в 2016 году после смерти Тиёнофудзи возглавил школу).
С переходом во второй дивизион дзюрё и получением статуса сэкитори борец взял себе сикону Тиётайрю. Первый слог (тиё — «вечность») — обычное начало сиконы в Коконоэ-бэя, а остальные два взяты из сиконы Тиётайкая (ТиёТАЙкай РЮдзи). В январе 2012 года Тиётайрю успешно дебютировал в дзюрё, выиграв турнир со счётом 13-2, а уже в мае впервые выступил в макуути.
В июне 2013 года было объявлено о предстоящей женитьбе Тиётайрю на 28-летней сотруднице стоматологической клиники.
В октябре 2013 года перенёс операцию по поводу глаукомы.
В сентябре 2014 года стал комусуби.
После майского турнира 2016 года выбыл в дзюрё.
Болен сахарным диабетом.
Объявил об отставке в ноябре 2022 года.

## Результаты выступлений
| Год в сумо | Январь Хацу басё, Токио                             | Март Хару басё, Осака        | Май Нацу басё, Токио        | Июль Нагоя басё, Нагоя     | Сентябрь Аки басё, Токио    | Ноябрь Кюсю басё, Фукуока           |
| --- | --------------------------------------------------- | ---------------------------- | --------------------------- | -------------------------- | --------------------------- | ----------------------------------- |
| 2011 | x                                                   | Отмена басё 0–0–15           | Макусита-цукэдаси #15 0–3–4 | Макусита #46 востока 6–1   | Макусита #16 запада 6–1     | Макусита #3 востока 4–3             |
| 2012 | Дзюрё #13 запада 13–2 Чемпион                       | Дзюрё #1 востока 11–4        | Маэгасира #10 запада 5–4–6  | Маэгасира #15 запада 8–7   | Маэгасира #12 востока 6–9   | Маэгасира #15 запада 10–5           |
| 2013 | Маэгасира #8 запада 10–5                            | Маэгасира #2 востока 3–4–8 ★ | Маэгасира #10 востока 10–5  | Маэгасира #3 востока 7–8 ★ | Маэгасира #3 запада 6–9     | Маэгасира #6 востока 11–4 Т         |
| 2014 | Маэгасира #2 востока 4–11                           | Маэгасира #7 запада 9–6      | Маэгасира #2 востока 4–11   | Маэгасира #8 востока 10–5  | Комусуби запада 1–10–4      | Маэгасира #9 востока 9–6            |
| 2015 | Маэгасира #5 запада 1–6–8                           | Дзюрё #1 запада 7–8          | Дзюрё #2 запада 9–6         | Маэгасира #13 запада 8–4–3 | Маэгасира #11 востока 6–9   | Маэгасира #13 востока 8–7           |
| 2016 | Маэгасира #12 востока 8–7                           | Маэгасира #8 запада 3–12     | Маэгасира #16 востока 6–9   | Дзюрё #2 запада 7–8        | Дзюрё #4 запада 8–7         | Маэгасира #14 запада 7–8            |
| 2017 | Маэгасира #14 запада 6–9                            | Дзюрё #1 запада 8–7          | Маэгасира #14 запада 9–6    | Маэгасира #10 востока 10–5 | Маэгасира #3 запада 8–7     | Маэгасира #2 востока 7–8            |
| 2018 | Маэгасира #3 востока 8–7                            | Комусуби #1 запада 4–11      | Маэгасира #4 востока 6–9    | Маэгасира #6 запада 9–6    | Маэгасира #2 запада 5–10 ★  | Маэгасира #5 востока 7–8            |
| 2019 | Маэгасира #6 востока 8–7                            | Маэгасира #5 востока 8–7     | Маэгасира #3 востока 6–9    | Маэгасира #6 востока 8–7   | Маэгасира #5 востока 2–13   | Маэгасира #11 запада 9–6            |
| 2020 | Маэгасира #11 востока 7–8                           | Маэгасира #11 востока 8–7    | Отмена басё 0–0–15          | Маэгасира #8 запада 6–9    | Маэгасира #11 востока 5–8–2 | Маэгасира #15 востока 9–6           |
| 2021 | Маэгасира #11 востока Пропустил из-за травмы 0–0–15 | Маэгасира #11 востока 6–9    | Маэгасира #14 запада 10–5   | Маэгасира #4 запада 4–11   | Маэгасира #10 востока 7–8   | Маэгасира #10 востока 6–9           |
| 2022 | Маэгасира #12 запада 7–8                            | Маэгасира #12 запада 7–8     | Маэгасира #13 востока 8–7   | Маэгасира #10 востока 6–9  | Маэгасира #11 запада 6–9    | Маэгасира #12 запада Отставка 2–6–0 |
| Результат приведен как победил-проиграл-снялся Юсё (победа) Дзюнъюсё (второе место) Интай (отставка) Не выступал в макуути Специальные призы: Д=За боевой дух (Канто-сё); В=За выдающееся выступление (Сюкун-сё); Т=За техническое совершество (Гино-сё) Ещё показаны: ★=Кимбоси; P=Участие в дополнительном финале Лиги: Макуути — Дзюрё — Макусита — Сандаммэ — Дзёнидан — Дзёнокути Ранги макуути: Ёкодзуна — Одзэки — Сэкивакэ — Комусуби — Маэгасира |                                                     |                              |                             |                            |                             |                                     |